# 크리스토퍼 램버트
크리스토퍼 램버트(Christopher Lambert, 1957년 3월 29일 ~ )는 미국과 프랑스의 국적을 가진 배우이다.

## 출연 작품
- 모탈 컴뱃
- 베오울프
- 포트리스
- 하이랜더
- 헤일, 시저! - 아른 세스럼 역
- 벨 칸토
- 킥복서 더 레전드 - 토마스 무어 역
- 홀로코스트:소비보르 탈출
- 마이 데이즈 오브 글로리